# Заари, Юнн
Юнн Заари (фр. Younn Zahary; род. 20 октября 1998, Нант, метрополия Франции) — французский и коморский футболист, защитник клуба «Мезёкёвешд» и сборной Комор.

## Клубная карьера
Уроженец Нанта, Заари начал футбольную карьеру в молодёжных командах «Ла Сен-Пьер де Нант» и «Каркфу», после чего стал игроком академии «Кана».
В основном составе «Кана» дебютировал 9 декабря 2018 года в матче французской Лиги 1 против «Страсбура». 2 марта 2019 года впервые вышел в стартом составе Лиги 1 в матче против «Пари Сен-Жермен».
В феврале 2019 года подписал свой первый профессиональный контракт с «Каном».

## Карьера в сборной
Заари родился во Франции, но имеет коморские корни. 12 октября 2018 года дебютировал в составе сборной Коморских островов в товарищеском матче против сборной Гвинеи.